# Clostridium acetobutylicum

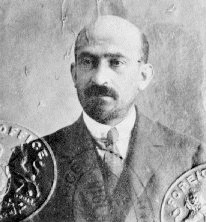
Chaim Weizmann

Clostridium acetobutylicum, ATCC 824, es una bacteria comercialmente valiosa y a veces llamada "organismo Weizmann" por el químico judío-ruso Chaim Weizmann. Como profesor titular en la Universidad de Mánchester, Inglaterra, la utilizó en 1916 como herramienta bioquímica para producir al mismo tiempo y conjuntamente, acetona, etanol, y butanol a partir del almidón. El método ha sido descrito desde entonces como el proceso ABE,  (proceso de fermentación de acetona, butanol y etanol), produciendo 3 partes de acetona, 6 de butanol, y 1 de etanol. La acetona fue utilizada en tiempos de guerra en las tareas de fundición de cordita. Los alcoholes se usaron para producir combustibles vehiculares y caucho sintético.
A diferencia de la levadura, que solo puede digerir azúcar en etanol y dióxido de carbono, C. acetobutylicum y otras Clostridia pueden digerir suero de leche, azúcar, almidón, celulosa y quizás ciertos tipos de lignina, produciendo butanol, ácido propanoico, éter, y glicerol.

## En ingeniería genética
En 2008, una cepa de Escherichia coli fue modificada genéticamente para sintetizar butanol; los genes fueron derivados de Clostridium acetobutylicum. En 2013, la primera producción microbiana de alcanos de cadena corta fue reportada - lo cual es un paso considerable  hacia la producción de gasolina. Una de las enzimas cruciales - un ácido graso acil-CoA reductasa - provino de Clostridium acetobutylicum.

## Otras lecturas
- Nölling J; Breton G; Omelchenko MV et al. (August 2001). «Genome sequence and comparative analysis of the solvent-producing bacterium Clostridium acetobutylicum». J. Bacteriol. 183 (16): 4823-38. PMC 99537. PMID 11466286. doi:10.1128/JB.183.16.4823-4838.2001.
- «Amino acid transport by membrane vesicles of an obligate anaerobic bacterium, Clostridium acetobutylicum». J. Bacteriol. 170 (2): 817-20. February 1988. PMC 210727. PMID 2828326. doi:10.1128/jb.170.2.817-820.1988.
- «Structure of an endo-beta-1,4-glucanase gene from Clostridium acetobutylicum P262 showing homology with endoglucanase genes from Bacillus spp». Appl. Environ. Microbiol. 54 (5): 1289-92. May 1988. PMC 202643. PMID 3389820. doi:10.1128/AEM.54.5.1289-1292.1988.
- «Effects of butanol on Clostridium acetobutylicum». Appl. Environ. Microbiol. 50 (5): 1165-70. November 1985. PMC 238718. PMID 2868690. doi:10.1128/AEM.50.5.1165-1170.1985.
- US 1875536
- US 1315585
- Weber, Christian; Farwick, Alexander; Benisch, Feline; Brat, Dawid; Dietz, Heiko; Subtil, Thorsten; Boles, Eckhard (10 de junio de 2010). «Trends and challenges in the microbial production of lignocellulosic bioalcohol fuels». Applied Microbiology and Biotechnology 87 (4): 1303-1315. ISSN 0175-7598. PMID 20535464. doi:10.1007/s00253-010-2707-z.
- Jones, DT; Woods, DR (1986). «Acetone-butanol fermentation revisited». Microbiological Reviews 50 (4): 484-524. PMC 373084. PMID 3540574. doi:10.1128/MMBR.50.4.484-524.1986.
- Bartha, Ronald M. Atlas & Richard (1993). Microbial ecology : fundamentals and applications (3rd edición). Redwood City, Calif.: Benjamin/Cummings Pub. Co. p. 563. ISBN 978-0-8053-0653-8.
- Microbial Processes: Promising Technologies for Developing Countries. Washington: National Academy of Sciences. 1979. ISBN 978-0-309-57050-3. doi:10.17226/9544. Consultado el 10 de mayo de 2011.
- Wong Kromhout, Wileen (16 de marzo de 2011). «UCLA researchers engineer E. coli to produce record-setting amounts of alternative fuel». UCLA Newsroom. Archivado desde el original el 18 de abril de 2015. Consultado el 18 de abril de 2015.